# 1048
Het jaar 1048 is het 48e jaar in de 11e eeuw volgens de christelijke jaartelling.

## Gebeurtenissen
- september - Slag bij Kapetron: De Seltsjoeken verslaan de Byzantijnen en Georgiërs. Eerste veldslag in de Byzantijns-Seltsjoekse oorlogen.
- 16 juli - Damasus II trekt Rome binnen, dwingt Benedictus IX af te treden en wordt (17 juli) alsnog als paus ingewijd.
- Oslo wordt gesticht. (traditionele jaartal)
- Voor het eerst genoemd: Heestert

## Opvolging
- Angoulême - Godfried opgevolgd door zijn zoon Fulco
- Champagne en Meaux - Stefanus II opgevolgd door zijn zoon Odo II
- Opper-Lotharingen - Adalbert opgevolgd door zijn broer Gerard
- Luik - Waso opgevolgd door Dietwin
- paus - Benedictus IX opgevolgd door Damasus II, op zijn beurt opgevolgd door Leo IX (aangetreden in 1049)
- Ponthieu - Engelram I opgevolgd door zijn zoon Hugo II
- Savoye - Humbert Withand opgevolgd door zijn zoon Amadeus I (of 1047)

## Geboren
- 18 mei - Omar Khayyám, Perzisch wiskundige en dichter
- Magnus II, koning van Noorwegen (1066-1069) (jaartal bij benadering)
- Peter I, graaf van Savoye (1059-1078) (jaartal bij benadering)
- Simon van Valois, graaf van Valois, Amiens, Vexin en Elbeuf (1074-1077) (jaartal bij benadering)
- Swatawa van Polen, echtgenote van Vratislav II van Bohemen (jaartal bij benadering)

## Overleden
- 25 januari - Poppo van Stavelot (~69), Duits abt en kloosterhervormer
- 7 juni - Berno van Reichenau (~69), Duits abt en muziektheoreticus
- 9 augustus - Damasus II, paus (1048)
- 11 november - Adalbert, hertog van (Opper-)Lotharingen (1047-1048)
- december - Al Biruni (75), Perzisch wetenschapper
- Engelram I, graaf van Ponthieu (1026-1048)
- Godfried, graaf van Angoulême (1031-1048)
- Gregorius VI, paus (1045-1046)
- Humbert Withand, graaf van Savoye (1003-1048) (of 1047)
- Siward van Abingdon, Engels bisschop
- Stefanus II, graaf van Champagne en Meaux (1037-1048)
- Waso, prins-bisschop van Luik (1042-1048) (jaartal bij benadering)